# Y Lolfa
Y Lolfa è una società di stampa e casa editrice gallese con sede a Tal-y-Bont, Ceredigion, nel Galles centrale. Pubblica una grande varietà di libri in gallese e inglese. Fornisce inoltre un servizio di stampa commerciale. Y Lolfa è stata fondata nel 1967 da Robat Gruffudd. Ora è una società a responsabilità limitata gestita dai figli del fondatore, Garmon Gruffudd (amministratore delegato) (direttore generale), e Lefi Gruffudd (direttore generale) con Paul Williams come direttore di produzione.
Utilizzando il nuovo metodo di stampa offset, ha iniziato a produrre materiale sia per il gruppo attivista Cymdeithas ya Iaith Gymraeg (The Welsh Language Society), a cui era vagamente associato, sia per le sue pubblicazioni che includevano Lol, la rivista satirica da cui l'azienda ha derivato il nome.
La compagnia ha gradualmente ampliato la varietà delle sue pubblicazioni includendo serie popolari per bambini, romanzi contemporanei, diari, tutor umoristici per studenti gallesi, una vasta gamma per i turisti in Galles e un numero crescente di titoli sportivi gallesi. Ha adottato una politica deliberata non adattando libri di altre lingue al fine di sostenere artisti e autori gallesi.
Fu strettamente coinvolta con la pubblicazione di Papur Pawb, uno dei primi documenti della comunità gallese, nel 1974.
Y Lolfa ha pubblicato Llyfr y Ganrif (Il libro del secolo) in associazione con la National Library of Wales nel 1999. Ha celebrato 50 anni di attività nel 2017 e ora impiega ventidue dipendenti a tempo pieno, pubblicando circa 80 titoli ogni anno.